# Mesa de Ocaña
Mesa de Ocaña är en platå i Spanien.   Den ligger i provinsen Toledo och regionen Kastilien-La Mancha, i den centrala delen av landet, 60 km söder om huvudstaden Madrid.